# Lagoa de São Francisco
Lagoa de São Francisco là một đô thị thuộc bang Piauí, Brasil. Đô thị này có diện tích 155,637 km², dân số năm 2007 là 6533 người, mật độ 41,98 người/km².